# Jonathan Gilad
Jonathan Gilad (Marsiglia, 17 febbraio 1981) è un pianista francese.

## Storia
Nato a Marsiglia, ha iniziato a suonare il pianoforte a 4 anni.
Dopo gli studi di classe préparatoire aux grandes écoles, al lycée Thiers di Marsiglia, Gilad si è comportato bene agli esami di ammissione: ha conseguito la 1ª competizione al concorso dell'École nationale supérieure des mines de Paris, la 2ª all'École Centrale Paris, la 3ª nel suo dipartimento all'École polytechnique (di cui, alla fine, ha scelto di entrare a far parte) e, la 6ª, all'École normale supérieure.
Gilad è entrato anche al Conservatorio di Marsiglia, nella classe di Pierre Pradier, e ha vinto una medaglia d'oro all'età di 11 anni. Nel 1991 ha vinto il Primo Gran Premio della Città di Marsiglia. Da bambino prodigio ha vinto alcuni premi: 
- nel novembre dello stesso anno, il premio speciale della giuria del concorso Mozart organizzato dalla città di Parigi;
- nell'aprile del 1992, il primo premio del concorso internazionale "Premio Mozart"[1] per i ragazzi sotto i 14 anni, a Ginevra.

Sempre nel 1992, ha partecipato alla 2ª edizione di Bravo Bravissimo classificandosi al 2º posto. Oltre ad aver vinto il Summer Academy Prize a Salisburgo, ha anche continuato la sua formazione con Dmitri Bashkirov a Madrid e Salisburgo.
Nel 1996 Gilad sostituisce l'indisposto Maurizio Pollini, debuttando così in Nordamerica.
Nell'aprile 1998, all'età di 17 anni, ha suonato il Concerto per pianoforte e orchestra di Robert Schumann al festival di Berlino con la Chicago Symphony Orchestra diretta da Daniel Barenboim. Successivamente è stato solista per la tournée americana della Saint Petersburg Philharmonic Orchestra diretta da Yuri Temirkanov e poi ha tenuto un concerto alla Carnegie Hall di New York.
Nel novembre dello stesso anno, la sua prima registrazione è stata pubblicata su CD dalla EMI Classics, come parte della loro serie "Debut"; comprendeva sonate di Mozart, Beethoven e Variazioni e Fuga su un tema di Händel di Brahms. Questo disco gli è valso una nomination per il premio Victoires de la Musique nel 1999.
Le sue apparizioni ai festival si sono svolte da Ravinia, Aspen, Klavier-Festival Rhur, Lucerna e Verbier, così come alla Carnegie Hall di New York, alla Herkulessaal di Monaco, alla Wigmore Hall di Londra, alla Berliner Philharmonie e alla Royal Concertgebouw di Amsterdam. Si è esibito con orchestre come la Chicago Symphony Orchestra, la Boston Symphony Orchestra, la Baltimore Symphony Orchestra, l'Orchestre de Paris, l'Orchestre national de France, la Israel Philharmonic Orchestra, la Saint Petersburg Philharmonic Orchestra, la Russian National Orchestra, la Camerata Salzburg, l'Orchestra del Maggio Musicale Fiorentino, l'Orchestre de la Suisse Romande, l'Orchestre de Chambre de Lausanne e l'Orchestra filarmonica di Marsiglia; dirette da maestri come Ricardo Casero Garrigues, Daniel Barenboim, Neville Marriner, Zubin Mehta, Eiji Oue, Seiji Ozawa, Vladimir Spivakov, Yuri Temirkanov, Sándor Végh, Alain Lombard e anche Tugan Sokhiev.
Gilad partecipa anche a concerti di musica da camera, con partner come Julia Fischer, Mihaela Martin, Nikolaj Znaider, Viviane Hagner, Frans Helmerson, Daniel-Müller-Schott, Renaud e Gautier Capuçon.

## Discografia parziale
- Sonata per pianoforte n. 17 di Mozart
- Sonata per pianoforte n. 28 di Beethoven
- Variazioni e Fuga su un tema di Händel di Brahms
- Le 3 sonate per pianoforte di Beethoven
- Sonata per pianoforte n. 1 e n. 2 di Prokof'ev, Suggestion diabolique
- Variazioni su un tema di Corelli di Rachmaninov
- Sonata per pianoforte n. 10, n. 12 e n. 14 e Fantasia in do minore K 475 di Mozart
- Trii di Mendelssohn con Julia Fischer e Daniel-Müller-Schott (Pentatone)
- Opere di Mendelssohn per violoncello e pianoforte - Daniel-Müller-Schott (Orféo)